# Fosas comunes de Estépar

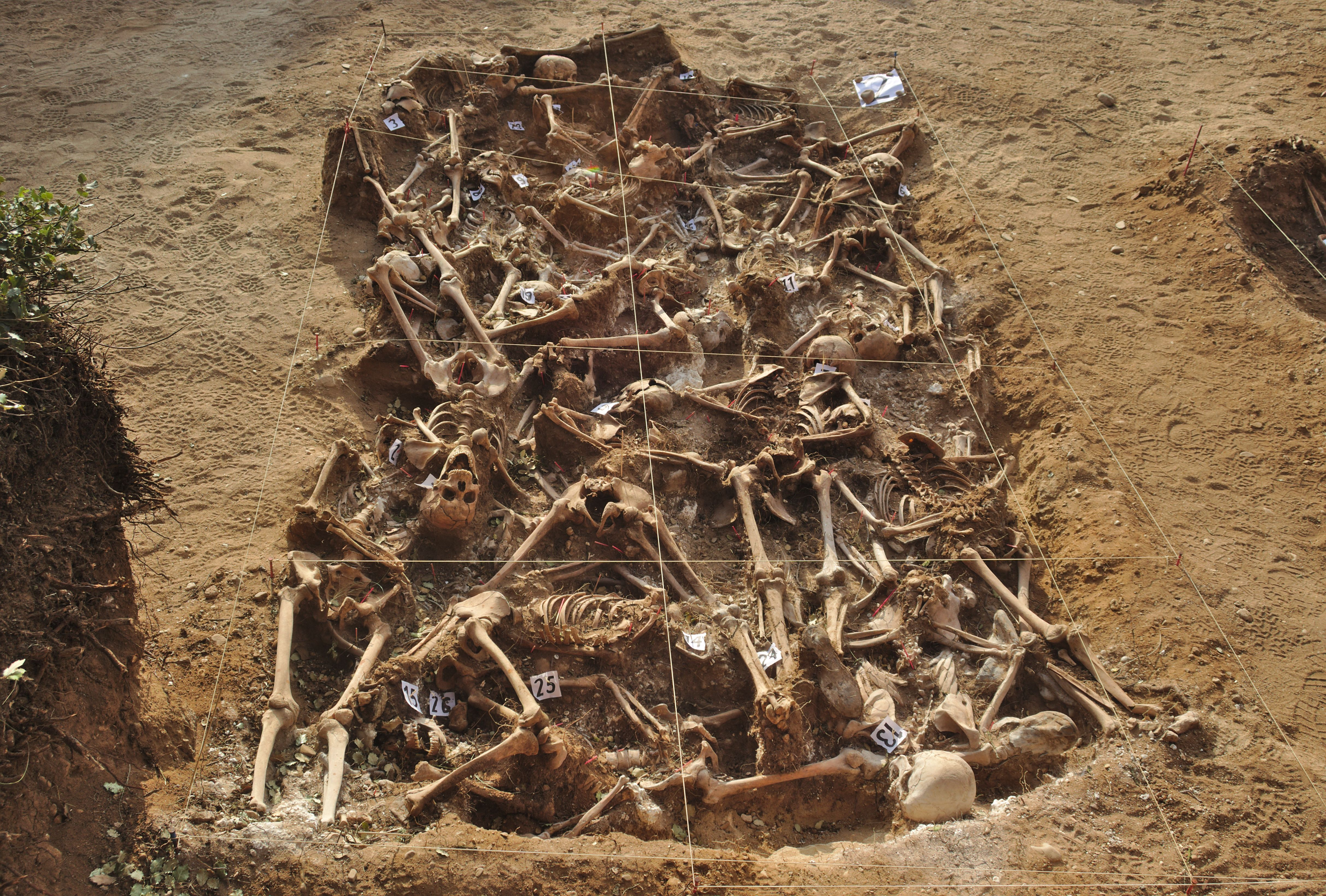
Una de las fosas comunes de Estépar.

Las fosas comunes de Estépar (o del monte de Estépar) son un conjunto de fosas comunes situado en el monte próximo a Estépar (Burgos, España). En estos parajes, en el marco de la represión en la zona sublevada de la Guerra Civil Española, fueron asesinadas y sepultadas cientos de personas. Está documentado que fueron enterradas 371 personas, y algunos historiadores aumentan la cifra a cerca de mil, pero la falta de indicios sobre su ubicación dificulta cualquier trabajo de localización al respecto. La mayoría de los asesinados salieron de la prisión central de Burgos. Procedían de toda la provincia de Burgos, aunque sobre todo de la capital homónima.
Entre el 2 de agosto, apenas dos semanas después de empezar la guerra, y el 12 de octubre de 1936, se hicieron dieciséis sacas de presos del penal de Burgos para ser fusilados y enterrados en las fosas comunes. A fecha de octubre de 2017, se han descubierto cuatro fosas y se han recuperado 96 cuerpos, que se han depositado en un panteón en el cementerio de Estépar.

## Recuperación de la memoria histórica
En el verano de 2003 se creó la Coordinadora por la Recuperación de la Memoria Histórica (CRMH) de Burgos, cuando los familiares de las víctimas empezaron a movilizarse para reclamar la búsqueda y recuperación de los cuerpos de los suyos.
En 2012 se llevó a cabo, mediante una ayuda del Ministerio de la Presidencia del gobierno de Zapatero, un estudio con georradar que permitió encontrar tres fosas comunes. Posteriormente se encontró una cuarta fosa. En julio de 2014 se exhumaron 70 cuerpos de las tres primeras fosas. En abril de 2015 se hicieron trabajos de exhumación en la cuarta fosa, donde se hallaron otros 26 cuerpos.

## Víctimas
Algunas de las víctimas más notables fueron:
- Enrique Maestu Martínez, alcalde de Melgar de Fernamental.
- Antonio José Martínez Palacios (33 años), músico.
- Antonio Pardo Casas (27 años), periodista.
- Benito Manso González , político del Partido Socialista Obrero Español (PSOE) y portero de la Casa del Pueblo.

## Homenajes
En 2014, la CMRH de Burgos, Espacio Tangente y la Plataforma de Artistas Antifascistas organizaron una exposición para apoyar la exhumación de las víctimas del franquismo, que fue financiada a través de una campaña de micromecenazgo.